# مدل دیجیتال ارتفاع

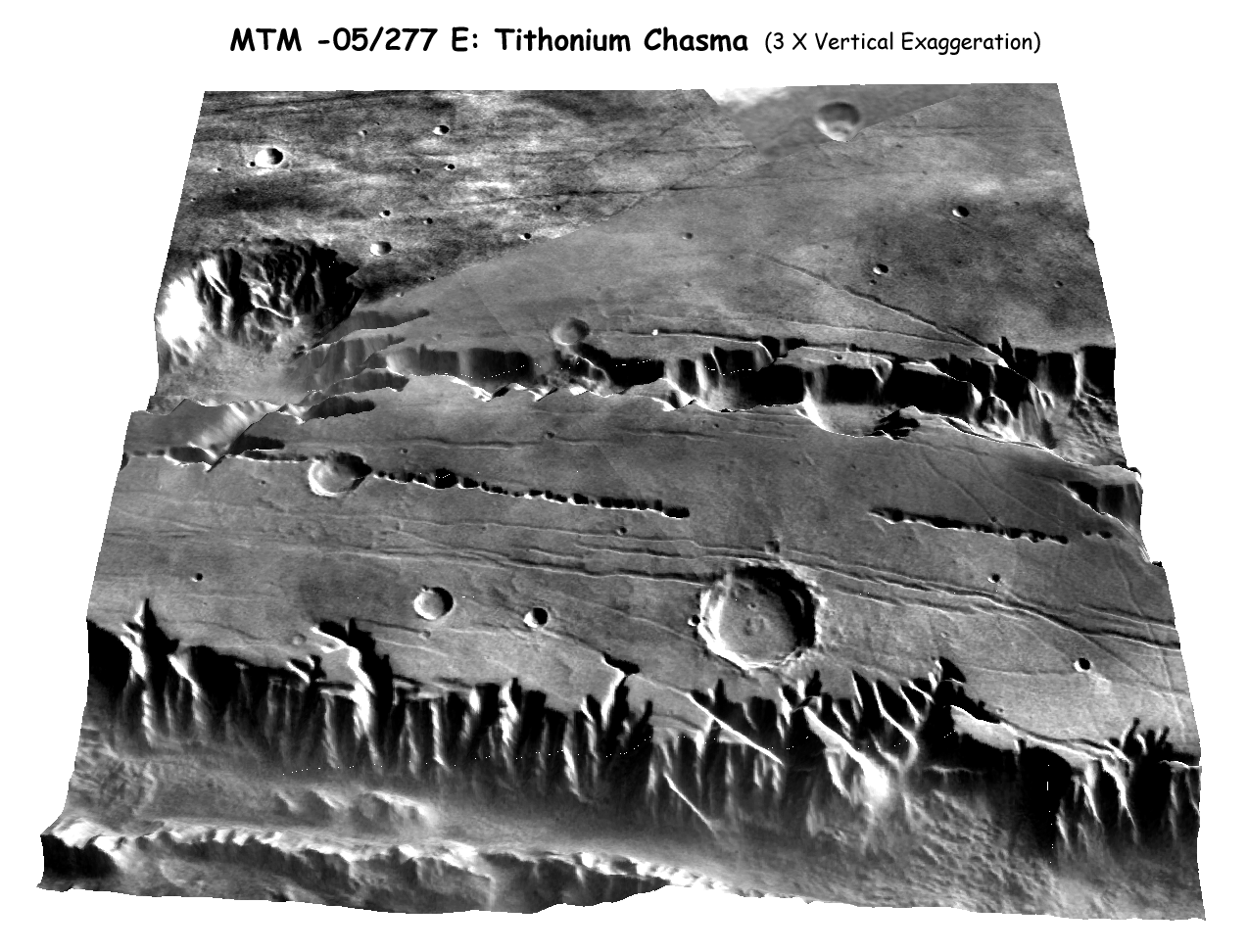
مدل رقومی ارتفاعی سه‌بعدی از سطح مریخ

مدل رقومی ارتفاع (انگلیسی: Digital elevation model) یا DEM مدلی دیجیتال یا نمایشی سه‌بعدی از سطح زمین، ماه یا دیگر سیاره‌ها است که معمولاً برای نمایش ناهمواری‌های زمین و با استفاده از داده‌های ارتفاع از سطح دریا تهیه می‌شود.

## واژگان

سطح زمین توسط DSM (قرمز) نمایش داده می‌شود که ساختمان‌ها و سایر پدیده‌ها را نیز نشان می‌دهد ولی DTM (فیروزه‌ای) فقط نشان‌دهنده سطح پایه زمین بدون نمایش دیگر پدیده‌هاست.

توافق یکسانی در سطح دنیا دربارهٔ استفاده از اصطلاحات مدل رقومی ارتفاع (digital elevation model) یا DEM، مدل رقومی زمین (digital terrain model) یا (DTM) و مدل رقومی سطح (digital surface model) یا (DSM) وجود ندارد. در بیشتر موارد اصطلاح مدل رقومی سطح (DSM) نشان‌دهنده سطح زمین و تمام عوارض موجود در آن است، در حالی که مدل رقومی زمین (DTM) نشان‌دهنده سطح زمین به تنهایی و بدون عوارض دیگر از قبیل گیاهان و ساختمان‌ها است.
اصطلاح مدل رقومی ارتفاع (DEM) اغلب به عنوان اصطلاح عمومی برای مدل‌های رقومی سطح (DSM) و مدل‌های رقومی زمین (DTM) استفاده می‌شود که فقط نشان‌دهنده اطلاعات ارتفاعی بوده و فاقد اطلاعات اضافی دربارهٔ پدیده‌های سطح زمین است. برخی تعارف دیگر، DEM و DTM را به یک معنا به‌کار می‌برند یا DEM را به عنوان زیرمجموعه‌ای از DTM به‌شمار می‌آورند که پدیده‌های مورفولوژیکی را نیز نشان می‌دهد.
در بیشتر داده‌های تهیه‌شده توسط سازمان زمین‌شناسی آمریکا، ERSDAC ,CGIAR و تصاویر ماهواره اسپات از DEM به عنوان اصطلاح عمومی برای DSMها و DTMها استفاده می‌شود. همچنین همه داده‌های تهیه شده توسط ماهواره‌ها، هواپیماها و دیگر سکوهای پروازی مانند اس‌آرتی‌ام و سنجنده استر نصب شده بر روی ماهواره ترا در ابتدا DEM هستند. امکان محاسبه DTM از DSMهای دارای تفکیک‌پذیری بالا با الگوریتم‌های پیچیده وجود دارد.

## انواع مدل رقومی ارتفاع
مدل رقومی ارتفاع (DEM) را می‌توان به شکل رستر یا در حالت وکتوری به‌صورت شبکه نامنظم مثلثی (TIN) نمایش داد. DEM تهیه شده از شبکه نامنظم مثلثی را DEM اولیه و DEM تهیه‌شده از رستر را به‌عنوان DEM ثانویه می‌شناسند.
مدل رقومی ارتفاع را می‌توان را با تکنیک‌هایی مانند فتوگرامتری، سنسور لیدار، تداخل‌سنجی رادار دهانه ترکیبی، نقشه‌برداری و… تهیه کرد. این مدل‌ها عمدتاً با استفاده از تکنیک‌های سنجش از دور تهیه می‌شوند، اما می‌توان با نقشه‌برداری زمینی نیز اقدام به تهیه DEM نمود.
از مدل‌های رقومی ارتفاعی (DEM) اغلب در سامانه اطلاعات جغرافیایی استفاده می‌شود و پایه‌ای برای تهیه نقشه رقومی ناهمواری‌ها به‌شمار می‌روند، در حالی که مدل‌های رقومی سطح (DSM) برای مدل‌سازی چشم‌اندازها، مدل‌سازی شهری و کاربردهای بصری به‌کار می‌روند. از مدل‌های رقومی زمین (DTM) نیز اغلب برای مدل‌سازی سیلاب و رواناب، مطالعات کاربری زمین، کابردهای زمین‌شناسی و دیگر کاربردها استفاده می‌شود.